# Ignazio Antonio I Samheri
Ignazio Antonio I, nato Antun Samheri (Mosul, 3 novembre 1801 – Mardin, 16 giugno 1864), è stato il settimo patriarca della Chiesa sira.

## Biografia
Antun Samheri nacque a Mosul da una famiglia appartenente alla Chiesa ortodossa siriaca. Venne ordinato prete il 15 agosto 1822 e consacrato vescovo coadiutore di Mardin nel gennaio 1826 per le mani del patriarca siro ortodosso Ignazio Giorgio V, con diritto di successione al seggio patriarcale.
Nel monastero di al-Zafaran trovò alcuni libri sulla Chiesa cattolica e decise di aderire al cattolicesimo. Dopo averne parlato con il suo patriarca, che gli consigliava di prendere tempo, il 17 marzo 1828, assieme a Gregorios Issa Mahfouz vescovo di Gerusalemme e a 150 famiglie, Antun Samheri aderì formalmente Chiesa cattolica sira. I due vescovi sottoscrissero una professione di fede cattolica che inviarono a papa Leone XII. Per questo atto furono imprigionati per otto mesi, fino al pagamento di un riscatto alla locale autorità ottomana.
In epoca imprecisata Antun Samheri fu confermato eparca della piccola comunità cattolica sira di Mardin e nel 1840 fu nominato vicario patriarcale per la comunità melchita di Diyarbakır.
Succedette a Ignazio Pietro VII Jarweh come patriarca della Chiesa cattolica sira; fu eletto il 30 novembre 1853 ed intronizzato l'8 dicembre successivo; all'inizio del 1854 si recò personalmente a Roma, dove papa Pio IX confermò la sua elezione il 7 aprile.
Dopo Roma, girò l'Europa alla ricerca di fondi per la sua Chiesa; dopo due anni e dopo aver visitato la Francia, il Belgio e i Paesi Bassi, ritornò nella sua terra, ove si impegnò nella costruzione di numerosi edifici di culto. In particolare si adoperò per la costruzione di una chiesa, del seminario e del palazzo patriarcale a Mardin, dopo che quelli di Aleppo, assieme alla preziosa biblioteca patriarcale, erano stati distrutti dai pogrom anticristiani del 1850.
Morì a Mardin il 16 giugno 1864. Dopo la sua morte la Santa Sede nominò amministratore patriarcale (locum tenens) Georges Chelhot, futuro patriarca Ignazio Giorgio V Chelhot (1874-1892), rimasto in carica fino all'elezione di Ignazio Filippo I Arkousse nel 1866.

## Genealogia episcopale e successione apostolica
La genealogia episcopale è:
- Patriarca Ignazio Matteo Benham
- Patriarca Ignazio Giorgio V Sayar
- Patriarca Ignazio Antonio I Samheri

La successione apostolica è:
- Vescovo Théodore Abou-Karim (1836)
- Patriarca Ignazio Behnam II Benni (1862)
- Patriarca Ignazio Giorgio V Chelhot (1862)
- Arcivescovo Atanasio Raffaele Ciarchi (1862)
- Patriarca Ignazio Filippo I Arkousse (1862)
- Vescovo Flaviano Pietro Matah (1863)